# Jin Izumisawa
Jin Izumisawa (født 17. december 1991) er en japansk fodboldspiller.